# Alec Covin
Alec Covin est un écrivain français né en 1970, auteur de romans fantastiques.

## Biographie
Alec Covin a suivi des études de littérature obtenant une licence de lettres modernes. Il est titulaire d'une maîtrise de cinéma. Il a travaillé dans le milieu de l'art contemporain.